# جون كاسيدا
كان جون إدوارد كاسيدا (22 ديسمبر 1929-30 يونيو 2018) عالمًا في علم الحشرات وعلم السموم وأستاذًا بجامعة كاليفورنيا في بيركلي.